# Kretoworokształtne
Kretoworokształtne (Notoryctemorphia) – rząd ssaków z infragromady ssaków niższych (Metatheria) obejmujący dwa owadożerne gatunki występujące na pustynnych obszarach południowo-zachodniej Australii.

## Systematyka
Do rzędu zaliczana jest jedna rodzina:
- Notoryctidae Ogilby, 1892 – kretoworowate

Krety workowate nie są blisko spokrewnione z żadnym rzędem współcześnie żyjących torbaczy. Wyglądem i trybem życia przypominają złotokrety. Żyją w przypowierzchniowej warstwie gleby, są ślepe, nie posiadają ucha zewnętrznego.
Przez wiele lat ich pozycja taksonomiczna pozostawała niejasna. W 1987 Aplin i Archer zaproponowali wydzielenie ich do rzędu Notoryctemorphia. Prawdopodobnie zwierzęta te stanowią odrębną linię ewolucyjną, która wyłoniła się ok. 50 mln lat temu.